# Gunnebo Group
A Gunnebo (OMX: GUNN) é uma empresa multinacional com sede em Gotemburgo, na Suécia, especializada em soluções de segurança, principalmente nas áreas de gestão de numerário, segurança física, segurança eletrônica e controle de acesso.
A Gunnebo possui operações em 32 países, com aproximadamente 5.800 empregados (dezembro de 2012) e uma receita global declarada de € 585 milhões em 2011.
A Gunnebo tem ações negociadas na Bolsa de Valores de Estocolmo, na Suécia, desde 1993 e pode ser encontrada na Bolsa NASDAQ OMX de Estocolmo no segmento de indústrias de médio porte.

## História
A Gunnebo tem suas raízes na pequena comunidade de Gunnebo, no sudeste da Suécia, onde Hans Hultman criou uma usina de forja em 1764. Ao longo dos anos, ela se transformou em uma fábrica de pregos e correntes, que mais tarde se tornou a Gunnebo Engenharia.
A Gunnebo AB (sociedade limitada) foi fundada em 1995 quando a empresa de investimento HIDEF Capital AB mudou seu nome para Gunnebo AB, depois de ter adquirido a Gunnebo Engenharia . Nesta ocasião, a empresa optou por se concentrar no ramo da segurança e começou uma série de grandes aquisições (veja abaixo).
Em 2005, a Gunnebo Engenharia foi separada da Gunnebo AB.

## Grandes Aquisições
| Grandes Aquisições                      | Ano  | País          |
| --------------------------------------- | ---- | ------------- |
| Gnosjö Group                            | 1994 | Suécia        |
| Rosengrens                              | 1994 | Suécia        |
| Presso Industrier AB                    | 1994 | Suécia        |
| Gunnebo Industrier                      | 1995 | Suécia        |
| Italdis                                 | 1997 | Itália        |
| Wego                                    | 1997 | Alemanha      |
| Carl Seifert                            | 1997 | Dinamarca     |
| Praediator                              | 1998 | Polônia       |
| Hygiaphone                              | 1998 | França        |
| Garny                                   | 1998 | Alemanha      |
| Polaraidat                              | 1998 | Finlândia     |
| Fichet-Bauche                           | 1999 | França        |
| Rosengrens Austria                      | 1999 | Áustria       |
| T Kern                                  | 1999 | Suíça         |
| Chubbsafes                              | 2000 | Reino Unido   |
| Clausen                                 | 2001 | Dinamarca     |
| CS Security (Ritzenthaler/Haffner)      | 2001 | França        |
| Nurmi Trade                             | 2001 | Finlândia     |
| Omega                                   | 2001 | EUA           |
| Leicher                                 | 2002 | Alemanha      |
| Riva                                    | 2002 | Itália        |
| Kubon                                   | 2003 | Alemanha      |
| Securibel                               | 2004 | Suíça         |
| Elkosta                                 | 2004 | Alemanha      |
| Lips Vago                               | 2004 | Itália        |
| Chubb                                   | 2004 | Bélgica       |
| Hammer Sicherheit                       | 2004 | Bélgica       |
| Gateway Security                        | 2004 | Suécia        |
| Eurofence                               | 2004 | França        |
| Aysec                                   | 2004 | Finlândia     |
| Grand Entrance Control                  | 2008 | Austrália     |
| API Security/Physical Security Division | 2010 | Austrália     |
| Alltech                                 | 2011 | África do Sul |
| Gateway do Brasil (80%)                 | 2011 | Brasil        |
| Hamilton                                | 2012 | EUA           |

## Produtos

### Gestão de Numerário
Nos Estados Unidos da América e na Zona do Euro, 80% das transações ainda são feitas com dinheiro em espécie . Os produtos de movimentação de dinheiro fornecem segurança para as partes envolvidas na cadeia de movimentação de dinheiro. Normalmente, estes produtos incluem bancos centrais, bancos varejistas, empresas de transporte de valores (ETV) e comércio varejista.
A movimentação de dinheiro engloba produtos para transferência de dinheiro, depósito em espécie, reciclagem de dinheiro, dispensador de moedas e gestão dos processos de tratamento de dinheiro.

### Segurança Física
Os produtos de segurança física incluem cofres, cofres-depósito e caixas-fortes. Para determinar o nível de segurança proporcionado por um cofre ou caixa-forte, existe um sistema de classificação com graus de I a XII. O grau é concedido sempre por um organismo independente . Cofres com graus até III são normalmente utilizados por varejistas ou escritórios, enquanto os bancos tendem a usar cofres e caixas-fortes com graus muito maiores.
Os cofres também podem ser resistentes ao fogo e, consequentemente, contar com um grau de proteção contra incêndios. Isto determina o tipo de conteúdo que pode ser protegido (papel ou mídia eletrônica) e a duração da proteção (meia hora, uma hora ou duas horas).
A Gunnebo comercializa seus produtos de segurança física sob três diferentes marcas: Chubbsafes, Rosengrens e Fichet-Bauche.

### Segurança Eletrônica
A segurança eletrônica abrange os sistemas de CFTV e controle remoto de vigilância, sistemas de controle de acesso, tais como leitoras de cartões inteligentes ou leitoras de impressão digital, e sistemas de tranca eletrônica. Isto também inclui, normalmente, a integração entre estes sistemas e outros.
No Brasil, a Gunnebo tem presença sólida e comercializa seu portfólio de produtos, com destaque para equipamentos com tecnologia antifurto, produzidos pela marca Gateway Security. A empresa conta com uma extensa gama de soluções para Prevenção de Perdas, incluindo antenas antifurtos e etiquetas protetoras, que protegem desde pequenas lojas até grandes redes de supermercados.

### Controle de Acesso
Os produtos de controle de entrada incluem portas, catracas e outros sistemas que só permitem a entrada de pessoas autorizadas. São utilizados, por exemplo, nos sistemas de transporte público de massa ou em estádios, para permitir a passagem apenas de quem esteja portando um bilhete válido. O controle de entrada também é usado em aeroportos para facilitar o embarque e o controle de imigração, e para evitar que os passageiros retornem dos terminais para as áreas de acesso às aeronaves.

## Subsidiárias
A Gunnebo AB possui subsidiárias em 32 países:

### Américas
- Brasil
- Canadá
- EUA
- México

### Ásia-Pacífico
- Austrália
- China
- Índia
- Indonésia
- Malásia
- Nova Zelândia
- Singapura
- Vietnã

### Europa, Oriente Médio, África
- África do Sul
- Alemanha
- Áustria
- Bélgica
- Dinamarca
- Emirados Árabes Unidos
- Espanha
- Finlândia
- França
- Hungria
- Itália
- Luxemburgo
- Noruega
- Países Baixos
- Polônia
- Portugal
- Reino Unido
- República Tcheca
- Suécia
- Suíça